# Chefferie supérieure du canton Akwa
La Chefferie supérieure du canton Akwa est l'une des chefferies traditionnelles au Cameroun. Elle est située dans le département du Wouri, région du Littoral. Elle est dirigée par Sa Majesté Louis Din Dika Akwa depuis le 15 mars 2022. Il s'agit d'une chefferie de premier degré.

## Historique

### Naissance de la dynastie
La chefferie Akwa est créée en 1801 sous l'autorité de Ngando Akwa dit King Akwa I. Ce titre lui vient de l'influence britannique qui octroie aux chefs côtiers le titre de consuls du Roi d'Angleterre . Ngando Akwa établit un empire commercial le long de la côte atlantique et accueille le missionnaire baptiste Alfred Saker en juin 1845. A son décès en juillet 1846, le successeur testamentaire est son fils aîné Prince Dikongue la Ngando. Il sera reconnu comme King Akwa II par le  lieutenant de la Royal Navy. À la suite de sa destitution en 1852 par les notables Akwa, c'est le prince Mpondo ma Ngando qui lui succède et devient King Akwa III.

## Situation géographique et administrative
La chefferie Akwa est située administrativement dans trois communes d'arrondissement de la ville de Douala, à savoir: Douala I, Douala III et Douala V. Elle constitue une chefferie de 1er degré du département du Wouri dans le Littoral en conformité avec l'Arrêté n°019/CAB/PM du 07 février 1981 déterminant les groupements traditionnelles de 1er degré au Cameroun.

## Population
20 villages constituent la chefferie supérieure Akwa. Sur le plan démographique, le canton comptait 56 138 habitants en 1976.